# گورنگا کوریتنیتسا
گورنگا کوریتنیتسا (به صربی: Gornja Koritnica) یک روستا در صربستان است که در بلا پالانکا واقع شده‌است. گورنگا کوریتنیتسا ۱۰۹ نفر جمعیت دارد.